# اینیگ
اینیگ (به آلمانی: Einig) یک شهر در آلمان است که در ماین-کبلنتس واقع شده‌است. اینیگ ۱۴۹ نفر جمعیت دارد.